# Bromfeniramin
Bromfeniramin (Bromfed, Dimetap, Bromfeneks, Dimetan, BPN, Lodran) je antihistaminski leki iz klase propilaminskih alkilamina. On je dostupan na slobodno i koristi se za tretiranje simptoma prehlade i alergijskog rinitisa, kao što su curenje nosa, svrab očiju, vodnjikave oči, i kijanje. On spada u prvu generaciju antihistamina. Obično je u prodaji u obliku soli bromfeniramin maleata.
Bromfeniramin je deo serije antihistamina koja obuhvata feniramin (Naphcon) i njegove halogenovane derivate i druge, uključujući fluorfeniramin, hlorfeniramin, dekshlorfeniramin (Polaramin), deshlorfeniramin, difeniramin (takođe poznat kao triprolidin sa trgovačkim imenom Aktifed), i jodofeniramin.
Bromfeniramin ima antidepresantna svojstva, inhibiciju ponovnog preuzimanja neurotransmitera serotonina.

## Literatura
- Barondes, Samuel H. (2003). Better Than Prozac. New York: Oxford University Press. стр. 39–40. ISBN 978-0-19-515130-5.

## Spoljašnje veze
|  | Molimo Vas, obratite pažnju na važno upozorenje u vezi sa temama iz oblasti medicine (zdravlja). |